# West Coast Flight 720
West Coast Flight 720 var en Fokker F27 Friendship som kraschade på Stukel Mountain utanför Klamath Falls, Oregon den 10 mars 1967, efter att ha lyft från Klamath Falls Airport. Flygplanet skulle flyga till Seattle, Washington med mellanlandningar i Medford, Eugene, och Portland. Ombord fanns en passagerare och tre besättningsmän. Alla fyra omkom i olyckan. Orsaken till olyckan var att is hade bildats på flygplanet, vilket gjorde de för tungt att flyga. En snöstorm pågick när flygplanet lyfte, vilket kunde ha bidragit till olyckan.